# Hull-White-Modell
In der Finanzmathematik wird unter dem Hull-White-Modell ein spezielles Momentanzinsmodell zur Beschreibung von Zinsstrukturen verstanden. Es handelt sich um eine Erweiterung des Vasicek-Modell.
Das Modell wurde erstmals 1990 von den beiden Mathematikern John C. Hull und Alan White beschrieben.

## Definition
Das Hull-White-Modell ist ein Momentanzinsmodell, welches den Momentanzins (engl. short rate) {\displaystyle r(t)} modelliert. Es erfüllt in seiner allgemeinsten Fassung unter dem risikoneutralen Maß folgende stochastische Differentialgleichung:
{\displaystyle dr(t)=\left(\theta (t)-a(t)r(t)\right)dt+\sigma (t)\,dW(t),\quad r(0)=r_{0}\in \mathbb {R} }
Dabei handelt es sich bei {\displaystyle W(t)} um einen Wiener-Prozess und bei {\displaystyle \theta (t),a(t)} und {\displaystyle \sigma (t)} um zeitabhängige Konstanten.
Aufgrund von Schwierigkeiten bei der Kalibrierung der Parameter, hat sich in der Praxis die Fassung des Modells durchgesetzt, bei der {\displaystyle a(t)=a} und {\displaystyle \sigma (t)=\sigma } als zeitunabhängig vorausgesetzt werden, sprich es gilt:
{\displaystyle dr(t)=\left(\theta (t)-ar(t)\right)dt+\sigma \,dW(t),\quad r(0)=r_{0}\in \mathbb {R} }.
Die Parameter {\displaystyle a} und {\displaystyle \sigma } lassen sich hierbei als Rückstellkraft bzw. als Volatilität des Prozesses interpretieren. {\displaystyle \theta (t)} kann mit diesem Ansatz so gewählt werden, dass die durch das Modell induzierte Zinsstrukturkurve zum Zeitpunkt {\displaystyle t=0} mit der am Markt beobachteten Zinsstrukturkurve übereinstimmt. Genauer gilt in diesem Fall
{\displaystyle \theta (t)={\frac {\partial f^{M}(0,t)}{\partial t}}+af^{M}(0,t)+{\frac {\sigma ^{2}}{2a}}(1-e^{-2at})},
wobei {\displaystyle f^{M}(0,t):=-{\frac {\partial \ln \left(P^{M}(0,t)\right)}{\partial t}}} die aktuell am Markt beobachtete instantaneous forward rate ist.

## Eigenschaften

### Lösung
Die oben angegebene stochastische Differentialgleichung kann mittels der Itō-Formel gelöst werden. Die Lösung mit Anpassung an den aktuellen Marktdaten lautet
{\displaystyle r(t)=\alpha (t)+\sigma \int _{0}^{t}e^{-a(t-u)}\,dW(u)},
wobei {\displaystyle \alpha (t)=f^{M}(0,t)+{\frac {\sigma ^{2}}{2a^{2}}}(1-e^{-at})^{2}}.

### Verteilung
{\displaystyle r(t)} ist normalverteilt mit Erwartungswert
{\displaystyle E\left[r(t)\right]=\alpha (t)=f^{M}(0,t)+{\frac {\sigma ^{2}}{2a^{2}}}(1-e^{-at})^{2}}
und Varianz
{\displaystyle \operatorname {Var} \left[r(t)\right]={\frac {\sigma ^{2}}{2a}}\left[1-e^{-2at}\right]}.